# Klaviermechanik
Als Klaviermechanik, Hammermechanik oder Anschlagmechanik bezeichnet man eine Hebel-Konstruktion, bei der auf Tastendruck Hämmer gegen die Saiten eines Klaviers geschleudert („ausgelöst“) werden, um diese zum Klingen zu bringen. Auch die Dämpfung der Saiten, die zum kontrollierten Verklingen des Tones führen soll, zählt zur Mechanik. Fast alle Einzelteile der Mechanik bestehen aus Holz, Metall, Filz und Leder, die beweglich oder fest miteinander verbunden werden.

## Geschichte
Zu den Vorläufern der Instrumente mit Klaviermechanik gehören das Cembalo, bei dem die Saiten mithilfe von Federkielen angerissen werden, und das Clavichord, bei welchem die Saiten durch Tangenten angeschlagen („berührt“) werden. Für die Entwicklung der Mechanik des Klaviers, bei dem die Saiten durch Hämmer angeschlagen werden, war außerdem das Vorbild des Hackbretts von Bedeutung, dessen Saiten ein Spieler mit in Händen geführten Schlägeln anschlägt. 
Als um 1700 herum ein Hackbrett-Virtuose namens Pantaleon Hebenstreit (1668–1750) Europa bereiste und umjubelte Konzerte gab, machten sich verschiedene Instrumentenbauer daran, das Spiel des Hackbretts durch eine Klaviatur zu mechanisieren.
Einer dieser Männer war der Florentiner Bartolomeo Cristofori, der um 1698 erste Exemplare einer Stoßzungenmechanik fertigte. Unabhängig davon erfanden auch der Franzose J. Marius (1716) und der Nordhäuser Christoph Gottlieb Schröter (1717) ein Tasteninstrument, dessen Saiten nicht angezupft, sondern von Hämmern angeschlagen wurden. Für die Weiterentwicklung des Hammerklaviers bedeutend waren vor allem Gottfried Silbermann (1683–1753) in Straßburg sowie Johann Andreas Stein in Augsburg, der als geistiger Vater der Prellmechanik gilt.
Weitere Markierungen in der Entwicklung der Klaviermechanik waren der Bau einer oberschlägigen Mechanik durch Nannette Streicher und Theodor Stöcker sowie die Erfindung einer Repetitionsmechanik („double échappement“) durch Sébastien Érard im Jahr 1823.
Neuerungen waren 1870/71 die erstmalige Verwendung von metallenen Gestellböcken und Rohren mit Holzeinlage sowie im März 1875 die Erfindung der Pilotenschraube durch Theodor Steinweg, mit der die bisherige gebundene Mechanik (Taste und Hebeglied mittels eines Koppelglieds verbunden) aufgelöst wurde. Hierdurch wurde das Trennen der Tastatur und des Mechanikaufbaus zu Wartungs- und Reparaturzwecken entschieden erleichtert.
Klaviermechaniken wurden ab ca. 1880 im Zuge des Aufstiegs der deutschen Klavierbauer (gegen französischen und britischen Wettbewerb) immer mehr Standard- und Zukaufware und herausgelöst aus den Abläufen einer Klavierfabrik. Klaviermechaniken sind heute großenteils Zukaufteile spezialisierter Zulieferer, die zum einen im süddeutschen Raum tätig sind, zum anderen gibt es in den USA im Raum Boston, in Hamamatsu in Japan und im Raum von Guangdong in China spezialisierte Anbieter von Klaviermechaniken.
In den 1900er Jahren ging die große Ära der „deutschen“ oder „Wiener“ Prellmechaniken dem Ende zu, einer der letzten Verfechter der Prellmechanik war bis ca. 1910 der Wiener Klavierbauer Bösendorfer, der ca. zehn Jahre lang wahlweise „doppelt englische“ und „Wiener“ Mechaniken einbaute. Andere spezielle Versionen wie die Patentmechanik von Blüthner verschwanden ebenso vom Markt. Durchgesetzt als Standard hat sich bei Flügeln die doppelte Repetitionsmechanik nach Erard und bei Klavieren die untendämpfende Mechanik. Tafelklaviere mit ihrer im Regelfall einfachen Stoßmechanik spielten in Westeuropa schon um 1850 und in den USA ab ca. 1890 keine Rolle mehr.
Eine der jüngsten Neuerungen in der Geschichte der Klaviermechanik ist ein Patent des Bamberger Klavierbauers Josef Meingast, der im Jahr 2002 eine rollende Hammerrolle vorstellte.
Eine Klaviermechanik wird heute so eingeteilt:
- Klaviatur oder Tastatur,
- Repetitionsmechanik darüber,
- Hämmer mit Filzauflage,
- Dämpfungsmechanik.

## Mechaniktypen für Flügel und ihre Funktionsweisen
Für die Vielzahl an verschiedenen Mechaniktypen, die im Laufe der letzten zweieinhalb Jahrhunderte entwickelt wurde, entstanden fast ebenso viele Namen. Dabei wurden Mechaniktypen nicht nur nach ihrer Funktionsweise oder ihrem Erfinder getauft, sondern auch nach ihrer Herkunft bzw. dem Ort ihrer größten Verbreitung, was zu einiger Verwirrung führen kann. Außerdem nötig ist eine Unterscheidung nach Mechaniken für senkrecht besaitete Pianinos und Mechaniken für waagerecht besaitete Flügel bzw. Tafelklaviere.

### Tangentenmechanik

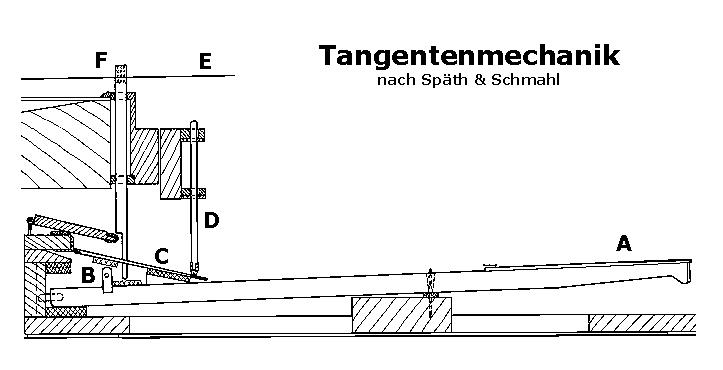
Tangentenmechanik

Eine frühe Form der Mechanik im Übergang vom Clavichord und Cembalo zum Hammerflügel war die Tangentenmechanik. Bei ihr wird noch kein Hammer gegen die Saite geschleudert, sondern eine hölzerne Leiste namens „Tangente“.
Durch Druck auf die Taste (A) hebt sich ihr hinteres Ende mit der Pilote (B). Die Pilote stößt den Treiber (C) empor, der wiederum die in einem Rechen stehende Tangente (D) gegen die Saite (E) schleudert. Gleichzeitig hebt sich der Dämpfer (F), so dass die Saite frei schwingen kann.
Nach dem Loslassen der Taste (A) senkt sich auch der Dämpfer (F) und stoppt die Schwingung der Saite (E). Zudem senken sich Treiber (C) und Tangente (D) und sind bereit für den nächsten Anschlag.

### Single Action

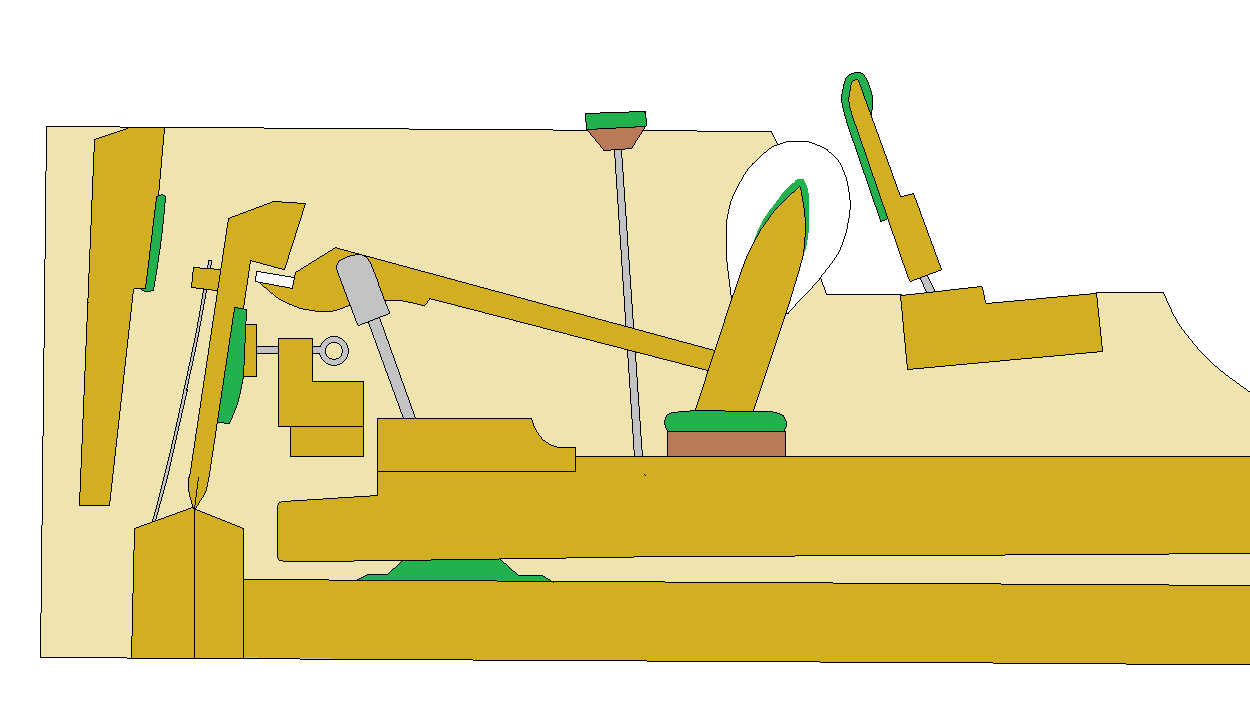

Eine frühe Stoßmechanik, die in englischen Tafelklavieren zu finden ist, nennt sich „Single Action“, was so viel wie „einfache Auslösung“ bedeutet. Bei ihr sind flache Hammerleistchen mit halbrunden belederten Hammerköpfen durch ein Lederzungen-Scharnier in einem eigenständigen Hammerstuhl befestigt. Ein Stößer aus Messingdraht mit einer belederten Holzpuppe dient als Auslöser. Durch Druck auf die Taste (A) schleudert der Stößer (B) die Hammerleiste (C) gegen die Saite (D). Gleichzeitig hebt das hintere Tastenende den Dämpfer (E) von der Saite, so dass diese frei schwingen kann.

### Double Action

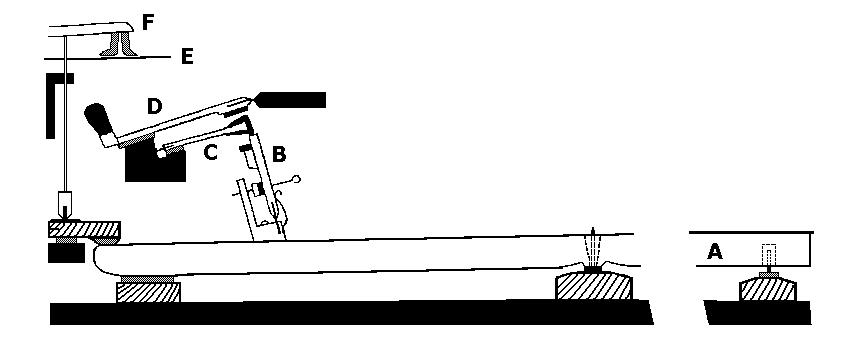
Double Action

1776 baute Georg Fröschle in London erstmals eine Tafelklavier-Stoßmechanik mit Treiber. Zehn Jahre später ließ sich John Geib diesen Mechaniktyp als „Double Action“ patentieren, und bis 1800 durften nur Instrumente der Firma Longman & Broderip mit ihr ausgestattet werden. Sie verfügt im Vergleich mit der „Single Action“ über einen zusätzlichen Treiber. Der spieltechnische Vorteil besteht in einem nuancenreicheren Anschlag und einem geläufigeren Spiel. Durch Druck auf die Taste (A) stößt der Auslöser (B) gegen den Treiber (C). Dieser wiederum schleudert den Hammer (D) nach oben gegen die Saite (E). Gleichzeitig hebt sich über einen Mechanismus am Tastenende der Dämpfer (F) von der Saite, so dass diese frei schwingen kann.

### Prellmechanik

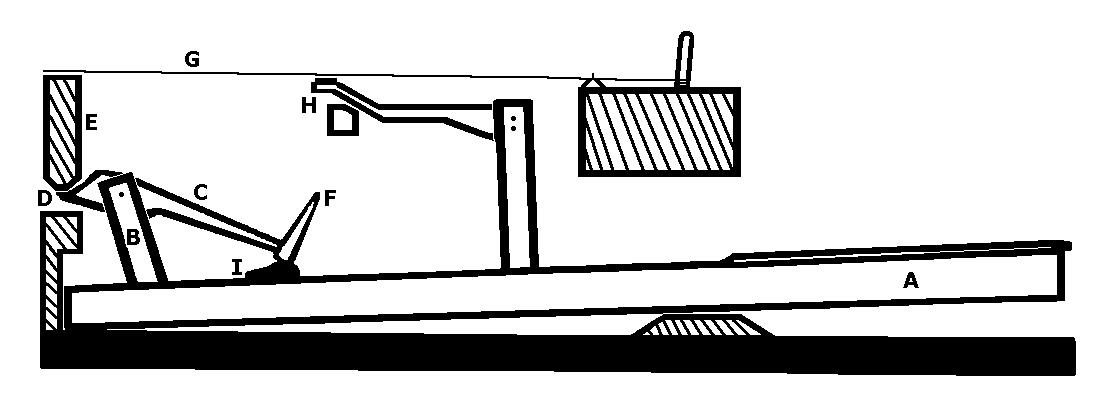
Prellmechanik

Klaviermechaniken nach dem Prellprinzip erhielten schon früh den Namen „Deutsche Mechanik“ oder „Wiener Mechanik“, da sie vor allem durch deutsche und österreichische Klavierbauer gebaut wurden. Durch Druck auf das vordere Ende (rechts in der Abbildung) der Taste (A) hebt sich das hintere Ende (links in der Abbildung) mit der Kapsel (B) und dem darin befindlichen Hammer (C). Das hintere (linke) Ende des Hammers, genannt „Schnabel“ (D), prellt gegen die Leiste (E), so dass das vordere Ende mit dem Hammerkopf (F) gegen die Saite (G) schnellt. Gleichzeitig verlässt der Dämpfer (H) die Saite, so dass sie frei schwingen kann. Nach dem Anschlag rutscht der Schnabel an der Leiste vorbei, so dass der Hammerkopf wieder auf das Hammerruhepolster (I) zurückfallen kann.

### Prellzungenmechanik mit Einzelauslösung

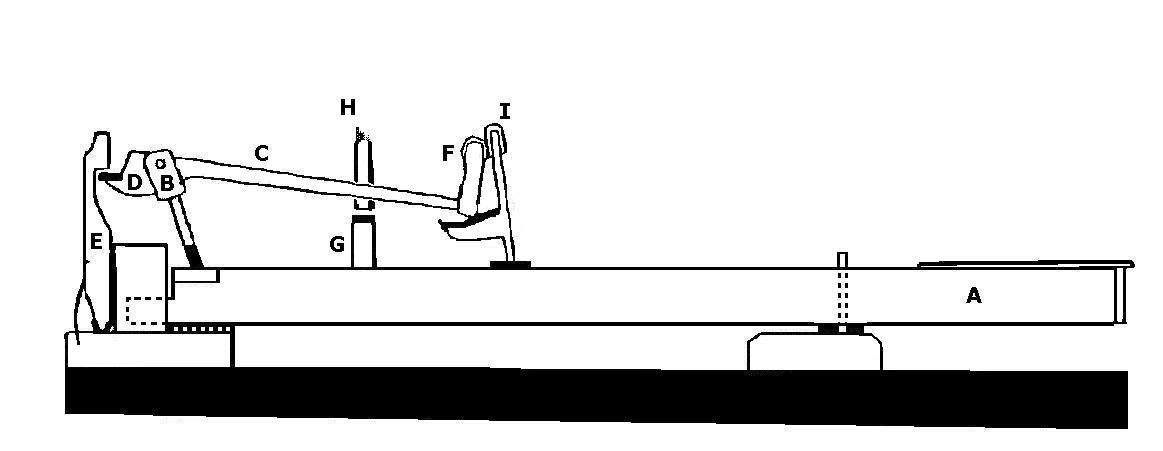
Prellzungenmechanik mit Einzelauslösung

Da bei einer starren, für alle Hämmer gemeinsamen Prell-Leiste eine Feinjustierung der Auslösung problematisch ist, wurde die Prell-Leiste bald durch einzelne bewegliche Prellzungen ersetzt. Diese Prellzungen sind an einem Lederscharnier befestigt und werden durch eine Feder über dem Ende des Hammerstiels gehalten. Durch die justierbare Spannung der Feder kann nun der Moment und die Energie der Auslösung verändert werden.
Durch Druck auf das vordere Ende (rechts in der Abbildung) der Taste (A) hebt sich ihr hinteres Ende (links in der Abbildung) mit der darauf befindlichen Kapsel (B), in der an einer Achse der Hammer (C) aufgehängt ist. Dessen hinteres Ende, genannt „Schnabel“ (D), verfängt sich im Absatz einer federnd angebrachten Prellzunge (E) (auch „Auslöser“), so dass sich das vordere Ende hebt und den Hammerkopf (F) nach oben gegen die Saite schleudert. Gleichzeitig wird die Dämpferpuppe (G) nach oben bewegt und hebt den darüber befindlichen Dämpfer (H) von der Saite ab. Nach dem Anschlag fällt der Hammerkopf zurück in den Fänger (I). Beim Niedergang der Taste gleitet das Schnabelleder an der Prellzunge entlang in seine Ausgangsposition zurück.

### Oberschlägige Mechanik

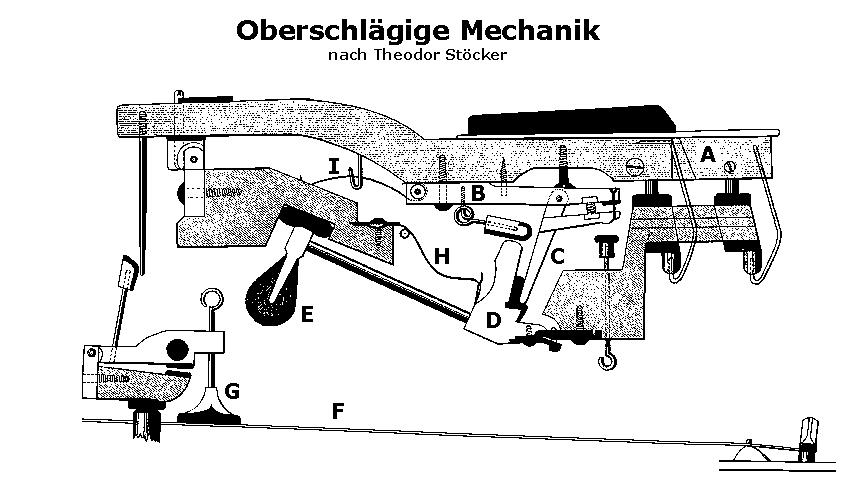
Oberschlägige Mechanik

Die oberschlägige Mechanik stellt in der Baugeschichte des Klaviers einen Sonderfall dar, der zunächst durch die Wiener Klavierbauer Andreas Streicher und Nannette Streicher, sowie später durch den Londoner Klavierbauer Robert Wornum und den Berliner Klavierbauer Theodor Stöcker erprobt wurde. Bei ihr treffen die Hämmer von oben auf die horizontal verlaufenden Saiten. Der Vorteil besteht darin, dass die Saiten durch die Hämmer in Richtung des Stegs und des Resonanzbodens angeschlagen werden und nicht von ihnen weg, so dass sich eine höhere Effizienz zwischen Kraftaufwand und Klangresultat ergibt. Nachteilig ist dagegen, dass die Hämmer nicht durch die Schwerkraft in ihre Ruhelage zurückfallen können, sondern mithilfe eines Federmechanismus zurückgeholt werden müssen. Außerdem bedingt eine oberschlägige Mechanik eine kompliziertere Anordnung der Stimmwirbel, so dass der Vorgang des Stimmens erschwert wird.
Der Druck auf das vordere Ende (rechts in der Abbildung) der Taste (A) wird durch die Brücke (B) auf den Stößer (C) übertragen, der die Hammernuss (D) nach unten stößt, so dass der Hammerkopf (E) gegen die Saite (F) prallt. Gleichzeitig drückt ein am hinteren Ende der Taste befindliches Stäbchen den Dämpfer (G) von der Saite, so dass sie frei schwingen kann. Nach dem Anschlag holt die Feder (H) den Hammer zurück nach oben. Wird die Taste losgelassen, drückt die Feder (I) sie wieder nach oben zurück in ihre Ausgangsposition.

### Stoßzungenmechanik

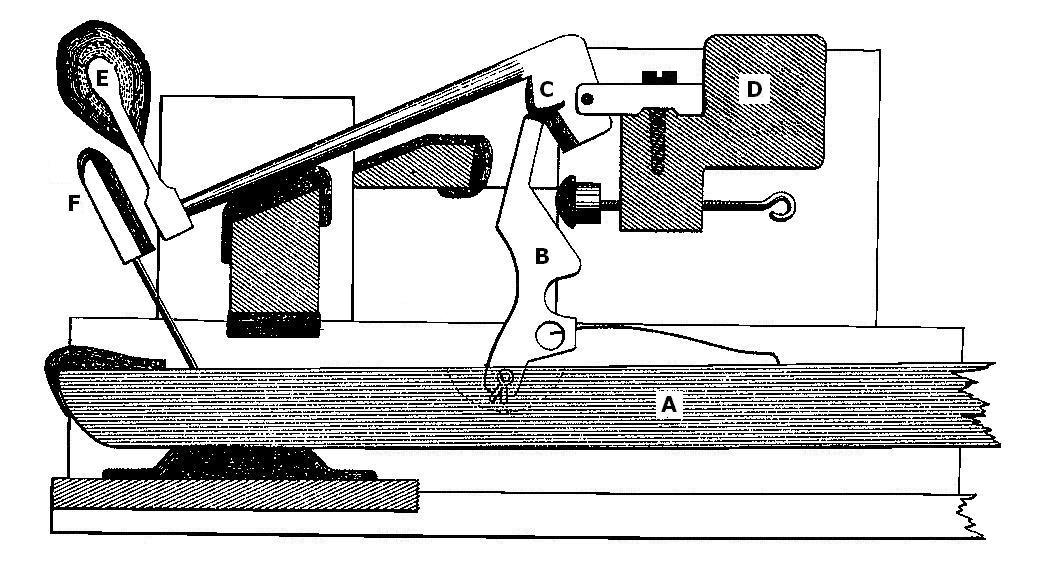
Englische Stoßzungenmechanik

Durch die Verbreitung der Stoßzungenmechanik durch englische Klavierbauer erhielten Mechaniktypen nach dem Stoßzungen-Prinzip auch den Namen „Englische Mechanik“. Weitere Modifikationen wurden auch „Halbenglische Mechanik“ und „Vollenglische Mechanik“ genannt, obwohl diese von deutschen und österreichischen Klavierbauern entwickelt wurden, wie etwa die „Blüthner-Patent-Mechanik“. „Halbenglische Mechaniken“ gab es bis etwa 1900.
Durch Druck auf das vordere Ende (rechts in der Abbildung) der Taste (A) hebt sich ihr hinteres Ende (links in der Abbildung) mit der darauf befindlichen Stoßzunge (B). Diese stößt gegen die Hammernuss (C) eines im Hammerstuhl (D) mit einer Achse aufgehängten Hammers und schleudert damit den Hammerkopf (E) nach oben gegen die Saite. Nach dem Anschlag fällt der Hammer zurück in den Fänger (F).

### Repetitionsmechanik („double échappement“)

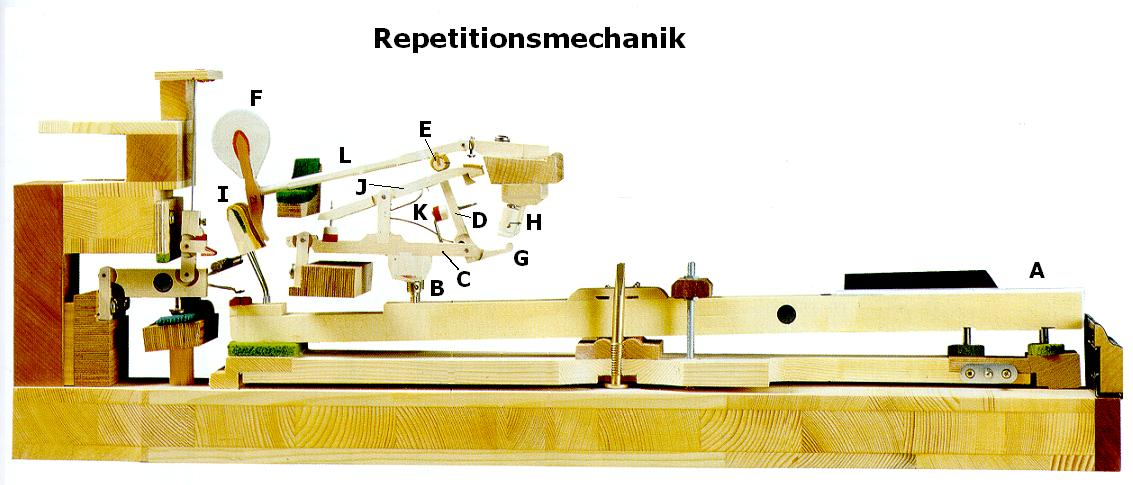
Repetitionsmechanik

Die Repetitionsmechanik von Sébastien Érard aus dem Jahre 1821 ist eine weiterentwickelte Stoßzungenmechanik, die ein schnelles Repetieren (= wiederholtes Anschlagen) von Tönen ermöglicht. Sie stellt den aktuellen Stand in der Entwicklung der Klaviermechanik dar.
Durch Druck auf das vordere Ende der Taste (A) hebt sich ihr hinteres Ende mit der darauf befindlichen Pilote (B). Die Pilote drückt die Hebegliedeinheit (C) nach oben, so dass die darin beweglich gelagerte Stoßzunge (D) gegen die Hammerstielrolle (E) stößt und den Hammerkopf (F) nach oben schleudert. Bevor er jedoch die Saite berührt, trifft der Auslösearm (G) auf die Auslösepuppe (H), so dass die Stoßzunge (D) aus ihrer Stellung unter der Hammerstielrolle (E) herausbewegt wird. Vorher ist der Repetierschenkel (J) durch die bei neueren Mechaniken an der Hammerkapsel befestigte Abnickschraube von der Hammerrolle gelöst worden – daher auch der Begriff „Repetitionsmechanik mit doppelter Auslösung“. Dadurch ist die direkte Kraftübertragung zwischen Taste und Hammer unterbrochen, so dass der Hammerkopf allein durch den an ihn übertragenen Impuls den restlichen Weg zur Saite überwindet, während die Taste ihren unteren Ruhepunkt erreicht. Nach dem Anschlag prallt der Hammerkopf zurück und wird im Fänger (I) auf halber Höhe gestoppt. Dabei wird der Repetierschenkel (J) nach unten gedrückt und die Spannung auf die Repetierfeder (K) erhöht. Sobald der Fänger den Hammerkopf freigibt, hebt der Repetierschenkel den Hammerstiel (L) so weit an, dass die Stoßzunge (D) in ihre Angriffsposition unter der Hammerstielrolle (E) zurückkehren kann. Dadurch ist das Hebelsystem zu einem erneuten Anschlag bereit, noch ehe die Taste (A) wieder völlig in ihre obere Ruheposition zurückgekehrt ist.

## Mechaniktypen für Pianinos (Klaviere) und ihre Funktionsweisen
Beim Pianino muss die Aufwärtsbewegung der Tastenwippe in eine Vorwärtsbewegung des Hammers umgesetzt werden. Dadurch wird der Kontakt zum Hammer etwas indirekter. Diese Umsetzung geschieht in aller Regel, indem eine Stoßzunge unter die sogenannte „Hammernuss“ greift, das Drehgelenk für den Hammer. Die Bewegung des Hammers wird an dieser Nuss „ausgekoppelt“, die Stoßzunge ausgelöst, nach hinten abgelenkt, bevor die Bewegung des Hammers die Saiten erreicht. Wie beim Flügel muss auch beim Pianino verhindert werden, dass per Hammer und Fingerkraft die Saiten festgedrückt werden – der Anschlagspunkt des Hammers wird nur mit dem Schwung im freien Flug erreicht. Der Fachterminus hierzu ist die „Auslösung“.
Bei Klavieren wird in aller Regel der Saitensatz eines Tones, der „Chor“, recht weit oben angeschlagen. Wie beim Flügel ist für fast alle Fälle einer idealen Tonerzeugung der Hammeranschlagspunkt etwa bei einem Siebtel bis Neuntel der freischwingenden Saitenlänge vorzusehen. Bei sehr hohen Konzertklavieren (über ca. 135 cm Höhe) werden hierzu eigens stabförmige Verlängerungen der Tastenbetätigungen, sogenannte Abstrakten, erforderlich. 
Hingegen gab es in den 1930er bis 1990er Jahren eine besondere Art von Kleinklavieren, sogenannte Spinet pianos, die so niedrig gebaut wurden, dass ein Anschlag der Hämmer über den Tasten nicht möglich war und daher die Übertragung des Tastenhebels nach unten erfolgt. Diese Kleinstklaviere sind klanglich von Nachteil und auch wegen der versetzten Betätigung deutlich schwerer und aufwändiger zu warten, instand zu setzen und zu stimmen. 

### Unterdämpfer

Unterdämpfer-Klaviermechanik von Robert Wornum, 1842

Die Dämpfung eines Pianinos oder Hochklaviers befindet sich normalerweise unterhalb der Hämmer auf derselben Seite der Saitenanlage, im Bereich der stärkeren Amplituden der Schwingungsbäuche.

### Oberdämpfer

Oberdämpfer-Mechanik von Wornum, 1811

Ältere Pianinos haben jedoch (bis ca. 1910) teils eine sogenannte Oberdämpfer-Mechanik; die Dämpfer-Puppen sitzen über den Hämmern. Im Englischen findet man hierfür auch den Begriff „birdcage action“, „Vogelkäfig“-Mechanik, wegen der vor die Hammermechanik gebauten Dämpfer-Betätigungsdrähte. Diese Art der Dämpfung ist zum einen weniger effektiv als bei einem Unterdämpfer-Klavier, da sie die Schwingungen nur im Randbereich der Schwingungsbäuche abdämpft, zum weiteren kann die Dämpferpuppe bei kurzen Diskantsaiten einen optimalen Hammeranschlagspunkt vereiteln – mit entsprechenden Nachteilen zur Klangqualität, und zum Weiteren kann das Stimmen und vor allem die Regulation der Mechanik erschwert sein. Dass Oberdämpfer-Klaviere generell jedoch völlig untauglich seien, wie man oft behauptet findet, kann man nicht sagen. Ein gut reguliertes Oberdämpferklavier ist wegen seines deutlichen Nachklingens das prädestinierte Instrument für frühen Jazz und vor allem für den Ragtime.